# Gmina Lendava
Lendava (słoweń. Občina Lendava, węg. Lendva Község) – gmina w Słowenii. Według danych szacunkowych w 2002 roku liczyła 11 151 osób.
Gmina zamieszkiwana jest przez znaczną mniejszość węgierską – według spisu z 2002 stanowią oni 42% ludności i oficjalnie jest gminą dwujęzyczną.

## Miejscowości gminy
- Banuta (Bánuta),
- Benica,
- Brezovec,
- Dolga vas (Hosszúfalu),
- Dolgovaške Gorice (Hosszúfaluhegy),
- Dolina pri Lendavi (Völgyifalu),
- Dolnji Lakoš (Alsólakos),
- Čentiba (Csente),
- Gaberje (Gyertyános),
- Genterovci (Göntérháza),
- Gornji Lakoš (Felsőlakos),
- Hotiza (Murarév),
- Kamovci (Kámaháza),
- Kapca,
- Kot (Kót),
- Lendava (Lendva),
- Lendavske Gorice (Lendvahegy),
- Mostje (Hídvég),
- Petišovci (Petesháza),
- Pince,
- Pince-Marof (Pincemajor),
- Radmožanci (Radamos),
- Trimlini (Hármasmalom)